# Friedersdorf (Thuringe)
Friedersdorf est une commune allemande de l'arrondissement d'Ilm, Land de Thuringe.

## Géographie
Friedersdorf est situé dans une vallée entre le Junkersbach au nord et le Großbreitenbacher Hochfläche au sud. À l'ouest culmine le Langer Berg, à l'est s'étend la vallée de la Schwarza.
|             | Herschdorf      |              |
| Gillersdorf | Friedersdorf    | Wildenspring |
|             | Großbreitenbach | Böhlen       |

## Histoire
Friedersdorf est mentionné pour la première fois en 1370. Les habitants vivent longtemps du tissage et de la fabrication du verre.
Entre 1918 et 1933, la commune vote majoritairement pour le KPD aux élections pour le Reichstag.

## Source, notes et références
- (de) Cet article est partiellement ou en totalité issu de l’article de Wikipédia en allemand intitulé « Friedersdorf (Thüringen) » (voir la liste des auteurs).